# Charles Taylor (filosoof)
Charles Margrave Taylor (Montreal, 5 november 1931) is een Canadees filosoof. Hij heeft vooral bijdragen geleverd aan de politieke filosofie, hoewel hij ook bekend is om zijn analyse van het moderne zelf. Binnen het politieke denken wordt hij geplaatst onder het communitarisme. Hij uit dan ook veel kritiek op het in zijn ogen te verregaande individualisme en de gebrekkige aandacht voor het collectieve in de hedendaagse samenleving. In zijn werk overbrugt hij ook de traditionele kloof tussen de analytische en continentale filosofie.

## Korte biografie
Taylor werd opgevoed in een tweetalig gezin met een protestantse en Engelssprekende vader en een rooms-katholieke Franstalige moeder. In 1952 studeerde hij af aan de McGill-universiteit (geschiedenis) en vervolgde zijn opleiding met een Rhodesbeurs te Oxford (filosofie, politiek en economie, DPhil 1961). Hij promoveerde op een studie waarin hij kritiek leverde op het behaviorisme. Hij werd aangesteld aan de Oxford University als hoogleraar in de ethiek en keerde later als hoogleraar in de filosofie terug naar de McGill-universiteit. Taylor is rooms-katholiek en ontving in 2007 de Templetonprijs.
Taylor heeft zich tot drie keer toe kandidaat gesteld voor de sociaaldemocratische New Democratic Party in Mount Royal, beginnend met de federale verkiezing van 1962, waarin hij derde werd, na Liberal Alan MacNaughton. Dit verbeterde hij in de verkiezingen van 1963, waarin hij tweede werd. Het bekendst is echter zijn verlies tegen de nieuwkomer in 1965, minister-president Pierre Trudeau. Deze campagne kreeg nationaal aandacht omdat zij beiden werden gezien als intellectuelen. Taylors vierde en laatste poging in het Canadese lagerhuis te komen was in 1968, een verkiezing waarin hij tweede werd.

## Filosofie
Taylor is te typeren als een maatschappijfilosoof die kritiek en mogelijke oplossingen geeft voor de dingen die volgens hem fout lopen in de huidige maatschappij. Vaak wijst men dan ook op de nauwe band tussen zijn geschriften en de concrete problematiek waarmee de samenleving op dat moment wordt geconfronteerd. Zijn perspectief op de politieke filosofie is dan ook sterk probleemgedreven: Taylor is niet zozeer een systematisch denker, maar reageert daarentegen op de concrete problematiek die zich op dat moment aan hem voordoet. Zo hebben zijn geschriften rond multiculturalisme en nationalisme een duidelijke verband met de hele problematiek rond Quebec. Ook meer in het algemeen staat het politieke denken van Taylor voor een belangrijk deel in dienst van het streven om een bijdrage te leveren aan oplossingen voor maatschappelijke problemen.
Dat verklaart ook Taylors poging om zeer helder en jargonvrij te schrijven: hij wil niet enkel academische filosofen bereiken, maar ook het brede publiek. Taylor ziet dit als het ideaal van de maatschappijfilosoof (of wat hij noemt de philosopher-citizen) en wijst op de heldere stijl van Jürgen Habermas, die hij daarom bewondert. Bij zijn grotere werken, zoals Hegel, Sources of the Self en A Secular Age is die schrijftrant echter moeilijker te bespeuren: ze vallen niet geheel binnen de politieke filosofie, hoewel ze ermee in verband staan, maar behandelen eerder traditioneel-filosofische problemen, waardoor ze meer vaktaal bevatten. Vooral zijn losse artikelen en papers over hedendaagse problematiek zijn vlotter geschreven.
Hij kan daarnaast als communitarist worden gekarakteriseerd, die zich zorgen maakt over de ontbinding van de samenleving door de verzwakking der onderlinge communicatie en via allerlei asociale vormen van individualisme. Hij heeft ook met velen van zijn tijdgenoten en medefilosofen discussies gevoerd over deze problematiek, waaronder Talal Asad, Arjun Appadurai, Robert Bellah, Paul Berman, William E. Connolly, Hubert Dreyfus, Jürgen Habermas, Alasdair MacIntyre, Martha Nussbaum, Quentin Skinner en Bernard Williams.

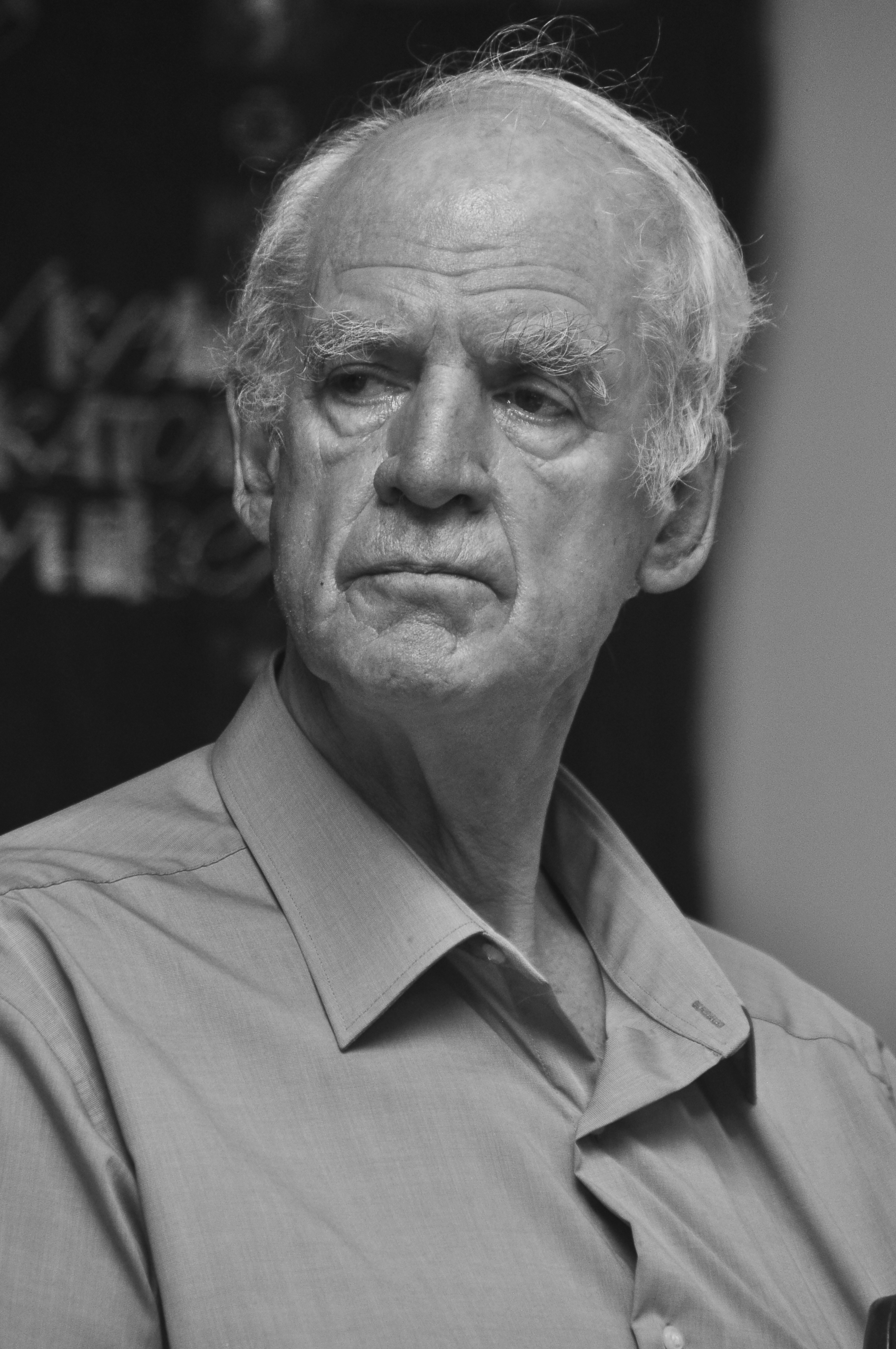
Charles Taylor in 2012.

### Hermeneutisch denker
Taylor behoort tot de hermeneutische denkers en in zekere zin is ook de dialectiek van Hegels filosofie in zijn werk terug te vinden. Bij Taylor betekent hermeneutiek de poging om het moderne ideaal van een "individu" te willen zijn, te begrijpen vanuit de waarde die het individu daar zelf aan geeft en hecht. Hij benadrukt dat het moderne individualisme meer is dan louter een reflexmatige reactie op de massamaatschappij zoals veelal wordt beweerd in de hedendaagse sociologie. Het eigentijdse individualisme is veel meer dan alleen een reflex op uitwendige omstandigheden van massaliteit en anonimiteit. Volgens Taylor betekent het ook een streven: de hedendaagse mens voelt zich innerlijk geroepen een persoon te zijn. Hij ziet het "zichzelf zijn" als een morele plicht. Dit verwijst naar de waarde van authenticiteit die centraal staat in zijn denken.

Deze hermeneutische interpretatie heeft ook nog een tweede rol: Taylor zet zich fel af tegen het vereenzelvigen van de mens- en natuurwetenschappen. Dit kwam al zo naar voren in zijn eerste boek: The Explanation of Behaviour (1964). De reden waarom er een verschil tussen beide wetenschappen bestaat, komt voort uit de aard van de mens zelf: 
man is a self-interpreting animal [...] he is always partly constituted by self-interpretation.
 Zo verschijnt er dus altijd een hermeneutische dimensie in de menswetenschappen. De mens reflecteert in zijn acties altijd over wat hij is en waarom hij bepaalde zaken doet (de betekenis ervan) en dit element moet evengoed worden opgenomen in de menswetenschappen, naast de beschrijving van wat de mensen ook effectief doen. Toch zijn vele filosofen en andere denkers geneigd deze twee verschillende soorten wetenschap te vereenzelvigen. Taylor geeft verschillende oorzaken van deze volgens hem onjuiste voorstelling van zaken:
1. Men doet dit vooral vanwege het feit dat de natuurwetenschappen in de hedendaagse samenleving een zekere prestige en aanzien hebben en men er dus foutief van uitgaat dat de menswetenschappen gewoon hetzelfde moeten gemaakt worden, willen ze succesvol zijn.
2. Natuurwetenschappen zijn vaak verbonden met de idee van een verregaande controle en manipulatie van de wereld. Door haar methode over te planten naar de menswetenschappen, hoopt men ook het politieke en sociale op dezelfde wijze te controleren door op exacte wijze het menselijk gedrag te voorspellen.
3. Een bepaalde menswetenschap, de economie, lijkt in zekere mate al te slagen in het overnemen van de methode, dus kan het ook met de andere wetenschappen. Taylor ontkent echter dat deze uitzondering generaliseerbaar is.[10]

Deze betekenissen – meervoud, want niet iedereen hecht dezelfde betekenis aan deze zaken – worden ook niet individueel bepaald, maar zijn daarentegen een product van de bredere (politieke) cultuur (intersubjectiviteit). Dat deze intersubjectief bepaalde en betekenisvolle praktijken het hart uitmaken van het politieke leven, houdt volgens Taylor echter niet in dat alle mensen er ook volledig bewust van zijn wat ze net inhouden: het zijn daarentegen vaak dingen die men intuïtief vat. Taylor wijst bijvoorbeeld op het feit dat elk persoon kan oordelen over de vraag of een morele grens al dan niet geschonden is (hij is dan verontwaardigd) en weet op die manier dus impliciet en praktisch wat die norm inhoudt. Hij baseert dit inzicht op een hele reeks continentale filosofen zoals Maurice Merleau-Ponty en Martin Heidegger, maar ook op het werk van Michael Polanyi en Ludwig Wittgenstein. Men gaat pas over deze praktijken theoretiseren en nadenken in het geval van een crisis waarin deze praktijken hun waarde of werkzaamheid verliezen, men ze wil versterken of net ondermijnen.

### Communitaristische kritiek op het liberalisme
Taylor wordt vergeleken/geassocieerd met politicologen als Michael Walzer en Michael Sandel, vanwege hun communitaristische kritiek op de liberale interpretatie van het begrip 'zelf'. Communitaristen benadrukken het belang van sociale en gemeenschappelijk gedeelde overeenkomsten en instituties voor de ontwikkeling van individuele zingeving en identiteitsvorming.
In het Massey college van 1991, The Malaise of Modernity, besprak Taylor wat hij de centrale problemen - 'malaise' - van moderne samenlevingen noemde. Hij beargumenteerde onder meer dat traditionele liberale opvattingen van individuele identiteit te abstract, instrumentalistisch, en simpel waren. Volgens Taylor wordt al sinds het denken van John Locke en Thomas Hobbes tot tegenwoordig, in het werk van denkers als John Rawls en Ronald Dworkin de interactie tussen de eenling en de gemeenschap en/of significant others (echtgenoten/naaste familie) genegeerd en onbelangrijk geacht. Een realistischer begrip van het zelf moet volgens Taylor wat hij 'begripshorizons' - de sociaal-dialogisch-relationele achtergrond - noemt, bevatten, waaraan levenskeuzes hun betekenis en belang ontlenen. Zonder deze (gedeelde) betekeniscontext zouden deze keuzes op 'Nietzscheaanse wijze' gereduceerd kunnen worden tot elke andere keuze, waardoor het kiezen betekenisloos zou worden.

## Selectie uit bibliografie van Taylor
- 1964. The Explanation of Behaviour.
- 1975. Hegel.
- 1979. Hegel and Modern Society.
- 1985. Philosophical Papers (2 volumes).
- 1989. Sources of the Self: The Making of Modern Identity. in het Nederlands vertaald als Bronnen van het zelf: de ontstaansgeschiedenis van de moderne identiteit, vert. Marjolijn Stoltenkamp - inl. Joep Dohmen, Rotterdam: Lemniscaat, 2007.
- 1992. The Malaise of Modernity, de gepubliceerd versie van Taylors Massey Lectures. Heruitgegeven in de Verenigde Staten als The Ethics of Authenticity.
- 1992. The Politics of Recognition.
- 1995. Philosophical Arguments.
- 1999. A Catholic Modernity?
- 2002. Varieties of Religion Today: William James Revisited. in het Nederlands vertaald als Wat betekent religie vandaag?, vert. en inl. Guido Vanheeswijck, Kapellen: Pelckmans, 2003.
- 2004. Modern Social Imaginaries, in het Nederlands vertaald als Moderniteit in meervoud: cultuur, samenleving en sociale verbeelding, vert. Maarten der Marel, Kampen: Klement, 2005.
- 2007. A Secular Age, in het Nederlands vertaald als Een seculiere tijd: geloof en ongeloof in de wereld van nu, Rotterdam: Lemniscaat, 2009.